# Hexecontaedro deltoidal
O hexecontaedro deltoidal é um sólido de Catalan.
As suas faces são 60 quadriláteros (com a forma de papagaio de papel).
Tem 120 arestas e 62 vértices.
O poliedro dual do Hexecontaedro deltoidal é o rombicosidodecaedro.